# Jane Gregory
Jane Gregory, geborene Bredin, (* 30. Juni 1959 in Bromley; † 1. April 2011 in Bath) war eine britische Dressurreiterin, die an zwei Olympischen Spielen teilnahm.

## Leben
Jane Gregory wurde 1959 in Bromley, einem Vorort von London (Heute Teil von London), geboren. Ihre Eltern selbst ritten nicht. Im Alter von sieben Jahren bekam sie erstmals die Möglichkeit zu reiten. Ihre ersten richtigen Reitstunden erhielt sie jedoch erst mit zwölf Jahren, als ihre Großmutter ihr ihr erstes eigenes Pferd, ein Connemara-Pony, kaufte. In den folgenden Jahren ritt sie überwiegend Springen und Vielseitigkeit. Im Jahr 1976 gewann sie, nachdem sie nach North Cornwall gezogen war, die Juniorenwertung der Clubmeisterschaften im Vielseitigkeitsreiten.
Im Jahr 1979 bekam sie über die Dressurrichterin Janet Poulden die Chance, in einer nationalen Dressurprüfung als Testreiterin (erste Reiterin vor dem regulären Starterfeld) zu starten. Hier entdeckte sie der britische Dressurreiter David Hunt, der jedoch feststellte, dass sie reiterlich noch viel Hilfe benötige. Gregory lernte in den folgenden zwei Jahren von Hunt und arbeitete von 1981 bis 1992 als Bereiterin bei ihm im Stall.
Im Jahr 1992 wechselte die in den Stall von Suzie Cumine, die ihr Cupido zur Verfügung stellte. Mit diesem nahm sie 1994 an ihrem ersten Championat, den Weltreiterspielen in Den Haag, teil. Hier erreichte sie Rang 7 mit der britischen Mannschaft und wurde in der Einzelwertung 27. Beim CHIO Aachen 2005 war sie erneut Mitglied der britischen Mannschaft.
Bei den Olympischen Spielen 1996 nahm sie erneut mit Cupido teil. Hier wurde sie jedoch für die britische Mannschaft, die Rang 8 erreicht, das Streichergebnis. In der Einzelwertung beendete sie auf Rang 42.
In den folgenden Jahren fehlte ihr ein Erfolgspferd, so dass sie nicht an Championaten teilnahm. Im Jahr 2001 bezog sie mit dem für Hongkong startenden Dressurreiter Aram Gregory, mit dem sie zu diesem Zeitpunkt seit gut 15 Jahren zusammenlebte, eine eigene Anlage in Great Cheverell, Wiltshire. 2006 folgte die Hochzeit, Jane Bredin nahm den Nachnamen ihres Ehemanns an.
Nachdem sie mehrere junge Pferde ausgebildet hatte, wurde sie mit einem von diesen für die britische Olympiamannschaft 2008 nominiert. Trainiert von Ulla Salzgeber erreichte sie bei den Olympischen Spielen 2008 mit Lucky Star Rang 6 mit der Mannschaft und Rang 30 in der Einzelwertung.
Am 1. April 2011 verstarb Gregory, vermutlich an einem Herzinfarkt.

## Pferde
- Cupido (* 1984), fuchsfarbener KWPN-Wallach, Vater: Kommandeur (ex Manchester), Muttervater: Monte Carlo[6][7]
- Lucky Star (* 1992), brauner Dänischer Warmblutwallach, Vater: Lucky Light, Muttervater: Donauwind[8]